# BL M-99 Bojnik
Bespilotna letjelica M-99 Bojnik (kratica BL M-99) je bespilotna letjelica hrvatske proizvodnje koja pripada kategoriji srednjeg dometa. Razvijena za potrebe dobivanja informacija o razmještanju neprijateljskih jedinica za vrijeme Domovinskog rata. Namjena letjelice je da sudjeluje u izviđačkim misijama kao potpora kopnenim snagama na taktičkoj razini. Polijeće i slijeće s manjih USS-a.
Karakteristike i oprema bespilotne letjelice Bojnik:
Masa: 36 kg

Raspon krila: 4 m

Istrajnost: 6 sati

Dolet: 60 km

Najveća operativna visina: 4000 m

Senzori: TV kamera, foto kamera 6x6 cm

Upravljanje: radijskim signalom iz glavne zemaljske postaje

Navigacija: GPS, magnetometar, pitot-statički senzori

Ovom se letjelicom služi Vojno-obavještajna bojna OS RH.